# 黒河奈美
黒河 奈美（くろかわ なみ、1980年1月25日 - ）は、日本の女性声優、ナレーター、舞台女優。2025年4月1日よりフリー。以前劇団すごろく、ぷろだくしょんバオバブに所属した。大阪府出身、福岡県在住。「黒川奈美」と誤記されることもある。

## 経歴
幼稚園の時の夢はアイドルだった。
しかし年齢を重ねるごとに人見知りになって「アイドルっていうより、女優?」と思うようになり、その後はアナウンサーになりたいと芸能界に対する憧れを持っており、中でも「言葉で何かを伝える」ことを仕事にしたいと考えていた。
高校卒業時に進路を選ぶ際に母が買ってきたアニメ雑誌で第1期生を募集している声優関連学校を見つけて入学。
アニメーション神戸実践型ワークショップ声優育成コース第1期生。
2000年、アミューズメントメディア総合学院大阪校卒業。事務所系列の劇団すごろくにおいて舞台活動も行っていたが、2007年6月30日をもって退団した。
自身のブログで2007年10月に結婚、2009年1月17日に出産をそれぞれ発表。また2012年3月31日には東京都から大分県への移住を発表した。
現在は福岡県で声優業の第一線で活動する傍ら、子育、絵本や紙芝居などの読み聞かせを行う『かたりばんこ』を中心に活動している。
2025年3月31日付けでぷろだくしょんバオバブをを退所して、フリーになりました。

## 人物
声優としては、アニメ、吹き替えなどで活躍。
方言は関西弁（大阪弁）。
城とエビと野球好き。
資格はカラーセラピスト初級、英検3級、剣道1級、書道初段、普通自動車免許。
特技は歌、顔の表情を色々変える。趣味は読書、図書館通い、ブログを書く、料理。

## 後任
移住により一部の持ち役は交代している。引き継いだ人物は以下の通り。
- 沖佳苗 - 『ティーン・タイタンズGO!』：ジンクス

## 出演
太字はメインキャラクター。

### テレビアニメ
2001年
- 電脳冒険記ウェブダイバー（三条寺マモル、綾瀬ミナモ）

2002年
- 朝霧の巫女（娘）

2003年
- D・N・ANGEL（沢村みゆき）
- 成恵の世界（金沢あや、司会）
- 魔法遣いに大切なこと（女子高生）

2004年
- 花右京メイド隊 La Verite（シンシアのママ、医療部メイド）

2005年
- あかほり外道アワーらぶげ（いつもの女子アナ、弘子、園児C、ファンの声、メイド〈ドアの声〉）
- 銀盤カレイドスコープ（ガブリエラ・パピィ・ポッゾ）
- しましまとらのしまじろう（2005年 - 2006年）
- D.C.S.S. 〜ダ・カーポ セカンドシーズン〜（胡ノ宮環）

2006年
- あたしンち（店員B、客A）
- かしまし 〜ガール・ミーツ・ガール〜（女子B）
- 機神咆吼デモンベイン（ライカ）
- 金色のコルダ〜primo passo〜（庄司恵）
- 女子高生 GIRL'S-HIGH（小柴奈緒、保険委員）
- 西の善き魔女 Astraea Testament（女子A、文芸部員2）
- 夜明け前より瑠璃色な-Crescent Love-（穂積さやか）

2007年
- がくえんゆーとぴあ まなびストレート!（角沢多佳子）
- ななついろ★ドロップス（小岩井フローラ）
- ムシウタ（浅野みはる）

2008年
- 恋姫†無双 シリーズ（2008年 - 2010年、関羽、パヤパヤ） - 3シリーズ
- はっけん たいけん だいすき! しまじろう（2008年 - 2009年、にっくん、さぶくん 他）

2010年
- 聖痕のクェイサー（仙道六実）
- ちゅーぶら!!（カメラマン）

### OVA
2004年
- 機神咆吼デモンベイン（ライカ）※PS2ゲーム同梱

2005年
- 永遠のアセリア（敵スピリット、侍女）
- 撲殺天使ドクロちゃん（2005年 - 2007年、田辺さん、小倉優子先生、著名人A） - 2作品
- ぼくは はちぞう

2006年
- 大魔法峠（猫恵）

2009年
- 恋姫†無双 OVAシリーズ（2009年 - 2011年、関羽） - 4作品

### Webアニメ
- いくぜっ! 源さん（2008年、刃渡ミカ、ミカミカ、おミカ、女の子B）

### ゲーム
2001年
- グローランサーII（オリビア）

2002年
- 絶体絶命都市（竹部幸、ラジオアナウンサー）
- My Merry May（杵築たえ）

2003年
- D.C.P.S. 〜ダ・カーポ〜 プラスシチュエーション（胡ノ宮環）

2004年
- 機神咆吼デモンベイン（ライカ、メタトロン）
- こころの扉（佐倉雪那）
- White Diamond 2（ネッティ）

2005年
- My Merry May with be（杵築たえ）
- 三洋パチンコパラダイス11 〜新海とさらば銀玉の狼〜（パチプロハンター牝豹）
- D.C. Four Seasons 〜ダ・カーポ〜 フォーシーズンズ（胡ノ宮環）
- ふしぎの海のナディア 〜Inherit the Bluewater〜（イコリーナ）

2006年
- アーマード・コア4（メノ・ルー、フランシスカ）
- 機神飛翔デモンベイン（ライカ）
- 機動戦士ガンダム Target in Sight（ジオン軍オペレーター）
- GENJI -神威奏乱-（維呼姫）
- サモンナイト4（ラミ）
- 絶体絶命都市2 -凍てついた記憶たち-（桜坂綾乃、竹部幸）
- みんなのテニス（キャロル）
- 夜明け前より瑠璃色な 〜Brighter than dawning blue〜（穂積さやか）
- Yo-Jin-Bo〜運命のフロイデ〜（初姫）

2007年
- ファイナルファンタジー・クリスタルクロニクル リング・オブ・フェイト（チェリンカ）
- まなびストレート!キラキラ☆Happy Festa!（角沢多佳子）
- ラチェット&クランク FUTURE（タルウィン）
- ななついろ★ドロップス pure!!（小岩井フローラ）
- ワイルドアームズ クロスファイア（アレクシア・リム・エレシウス、ユーリア、メリッサ・アウィル）

2008年
- いくぜっ!源さん〜夕焼け大工物語〜（刃渡ミカ）
- 恋姫†夢想 〜ドキッ☆乙女だらけの三国志演義〜（関羽）
- School Days L×H（足利知恵）
- ソウルキャリバーIV（シェラザード、神斬蝕）
- よつのは〜A Journey Of Sincerity〜（女子生徒）

2009年
- R-TYPE TACTICS II -Operation BITTER CHOCOLATE-（エマ・クロフォード）
- ソウルキャリバー Broken Destiny（オリジナルキャラクター）
- タイムリープ（川澄遥）※Xbox 360版
- 夜明け前より瑠璃色な -Brighter than dawning blue- for PC（穂積さやか）

2010年
- 夜明け前より瑠璃色な PORTABLE（穂積さやか）
- 真・恋姫†夢想〜乙女繚乱☆三国志演義〜 蜀編（関羽）
- D.C.I&II P.S.P. 〜ダ・カーポI&II〜 プラスシチュエーション ポータブル（胡ノ宮環）

2011年
- 真・恋姫†夢想 〜乙女対戦★三国志演義〜（関羽）
- 乙女はお姉さまに恋してるPortable 2人のエルダー（真行寺茉清）

2012年
- タイムリープ（川澄遥）※PS3版

2013年
- ラチェット&クランク INTO THE NEXUS（タルウィン）

2014年
- 恋姫†演武（関羽）

2017年
- 戦乱プリンセス（関羽）

2018年
- 絶体絶命都市4Plus -Summer Memories-（竹部幸）

2020年
- ファイナルファンタジー・クリスタルクロニクル リマスター（チェリンカ） - DLC追加キャラクター

### パチンコ
- CR恋姫†無双（2012年、関羽）
- CR恋姫†夢想 乙女、入り乱れるのこと!（2014年、関羽）
- CR恋姫†夢想（2017年、関羽）

### 吹き替え

#### 映画
2001年
- シアターの怪人（カレン〈ケイトリン・ワックス〉）

2002年
- コラテラル・ダメージ
- SWEET SIXTEEN（トレーシー）
- 友へ チング ※ソフト版
- モモ ※DVD版

2003年
- アンダー・サスピション（カミール・ロドリゲス〈イザベル・アルゲイズ〉）※ソフト版
- ウォーク・トゥ・リメンバー
- X-MEN2
- EX エックス
- ダブル・ビジョン（メイメイ）
- 飛ぶ教室
- トム・グリーンのマネー・クレイジー スットコ大作戦
- サイコパス
- ラベンダー

2004年
- デス・オブ・ザ・クロウ（サラ）
- スクール・オブ・ロック（ミシェル〈ジョーダン＝クレア・グリーン〉）
- 21グラム（クローディア・ウィリアムズ〈クレア・デュヴァル〉）
- ナイン・ライブス（エマ〈ロージー・フェルナー〉）

2005年
- オオカミの誘惑
- おわらない物語 アビバの場合（アビバ〈レイチェル・コール〉）
- アナーキスト ※ビデオ・DVD版
- エアポート'05（客室乗務員）
- 顔のない女 ※ビデオ・DVD版
- コラテラル・ダメージ ※フジテレビ版
- 香港国際警察/NEW POLICE STORY
- サマーリーグ ※ビデオ・DVD版
- シン・シティ
- 少林寺2（五鳳〈チャウ・リュリャウ〉）※DVD・BD用新録版
- セックス イズ ゼロ
- バニシングストリート
- ピアノを弾く大統領
- ビヨンド the シー 夢見るように歌えば（サンドラ・ディー〈ケイト・ボスワース〉）
- 理想の恋人.com
- ユニバーサル・トレジャー EPISODE1:ファラオの秘宝
- ユニバーサル・トレジャー EPISODE2:黄金の神殿

2006年
- THE MYTH/神話
- 上海の伯爵夫人（カティア・ベリンスカヤ〈マデリーン・ダリー〉）
- スタンドアップ
- S.W.A.T.（オペレーター）※日本テレビ版
- ミート・オブ・ザ・デッド

2007年
- グレイテスト・ゲーム
- ドリームズ・カム・トゥルー（アキーラ〈キキ・パーマー〉）
- バグ・ミー・テンダー/恋と友情の物語（ササコ〈シャーリーン・チョイ〉）
- プロジェクトBB（看護師メロディー〈カオ・ユェンユェン〉）

2008年
- エンパイア・オブ・エイプス（シドニー〈ローラ・エイクマン〉）
- エアポート'08（ジェイミー・ロス〈エミリー・テナント〉）
- グリーンマイル
- ファンタスティック・フォー ［超能力ユニット］ ※日本テレビ版

2012年
- クライモリ デッド・ビギニング（ブリジット〈ケイトリン・ウォン〉）

#### テレビドラマ
2002年
- GO!GO!ジェット（女優）#10

2003年
- アナザー・ライフ〜天国からの3日間〜 #11
- サブリナ シーズン6（クレア）#11
- デューン/砂の惑星II
- ボーイ・ミーツ・ワールド シーズン7 #7
- ヤング・スーパーマン #18
- UCアンダーカバー特殊捜査班 #2

2004年
- ゲーム・オブ・ライフ（ロレナ・アルバレス〈サラ・マルドナド〉）

2005年
- 宮廷女官チャングムの誓い（皇女 / 孝恵公主）#6
- The O.C. シーズン3（テイラー・タウンゼント〈オータム・リーザー〉）
- CSI:2 科学捜査班（ペイジ・ライコフ〈シェルビー・フェナー〉）#2

2006年
- 恋するマンハッタン（列に並ぶ女性）#12
- CSI:マイアミ（遊園地の学生）#6

2007年
- WITHOUT A TRACE/FBI 失踪者を追え!3 #7
- CSI:マイアミ3（ステファニー・ブルックス〈ケイト・マーラ〉）#4
- CSI:4 科学捜査班（ケリー・マクニール〈ティンズリー・グライムズ〉）#12

2009年
- 犯罪捜査官ネイビーファイル #208

2010年
- 1%の奇跡 #2 #5

2012年
- 堕ちた弁護士 -ニック・フォーリン- #18

#### アニメ
2003年
- トレジャー・プラネット
- マイ・フェア・マドレーヌ

2004年
- スーパーマン（女子大生）
- スパイダーマン（ジュビリー）
- ティーン・タイタンズ（ジンクス）

2008年
- ティンカー・ベル

### ドラマCD
2001年
- せんせいのお時間 ラジオドラマCD
  - 9時間目 はうっ（神社アナウンス）
  - 10時間目 進級？（アナウンス、電話の声）
  - 13・14・17・18・21・22時間目（役名無し）

2003年
- 覇王♥愛人（女学生1）

2004年
- 機工魔術士-enchanter-（木村まな）

2005年
- D.C.S.S. 〜ダ・カーポ セカンドシーズン〜 初音島・非公式新聞部特大号!（胡ノ宮環）

2006年
- ドラマCD「夜明け前より瑠璃色な-Crescent Love-」（穂積さやか）
- 天使の雫 付録ドラマCD「どなどな」（女の子）
- D.C.S.S. 〜ダ・カーポ セカンドシーズン〜 外伝ドラマVol.1 大勝負!?眞子の一発逆転お泊まり作戦!（胡ノ宮環）
- 私は私のまま、誰にでも変われる キャラクターCD Vol.2 五城百合花（シスター・ロネ）
- 愛と欲望は学園で2（看護師）
- 篁破幻草子 第二巻 六道の辻に鬼の哭（井上皇后）
- テレビアニメーション「機神咆吼デモンベイン」ドラマCD Vol.1、2（ライカ、メタトロン）

2007年
- 夜明け前より瑠璃色な スペシャルドラマCD+（穂積さやか）
- ななついろ★ドロップス pure!! ラジオドラマCD「あるなつやすみのいちにち」（小岩井フローラ）

2008年
- TVアニメ「恋姫†無双」乙女的二重奏歌〜関羽×張飛〜（関羽）
- ななついろ★ドロップス すぺしゃるCD2（小岩井フローラ）

2010年
- 真・恋姫†無双 どらまCD 壱（関羽）

### ラジオ
※はインターネット配信。
- すごろくあわー（2001年、JAM STATION ch.4） - 劇団員メンバーとして不定期出演
- ビューティーブラックバス（2003年 - 2004年、JAM STATION ch.2）
- ラジオ恋姫†無双 〜愛紗と鈴々と○○のこと〜（2008年、音泉※）
- 真・ラジオ恋姫†無双 〜○△×○△×○△×のこと〜（2009年 - 2010年、音泉※）

#### ラジオCD
2000年代
- 恋姫†無双 DVD第1 - 7巻、特別版初回限定版特典 恋姫†無双ラジオ出張版CD（2008年 - 2009年）
- ラジオ恋姫†無双〜はわわ!再編集しちゃいました〜（2009年1月23日）
- ＜音泉＞スペシャルCD 2009冬（2009年12月）

2010年代
- えどっ娘 天下大変! 電信音曲盤（ラジオCD） 弐の巻〜みはるとゆめの江戸をかける少女〜（2010年、第13・14回ゲスト）
- 一騎当千 XTREME XECUTOR RADIO（2010年、第5回ゲスト）
- 真・恋姫†無双 DVD/BD第1 - 7巻初回限定版特典 真・ラジオ恋姫†無双DVD出張版CD（2010年）
- 真・恋姫†無双〜乙女大乱〜 DVD/BD第1 - 7巻初回限定版特典 真・ラジオ恋姫†無双DVD出張版CD（2010年 - 2011年）
- 真・ラジオ恋姫†無双 再編集版 Vol.01 - 04（2010年 - 2011年）
- ＜音泉＞スペシャルCD 2010夏（2010年8月）

### 舞台
- 劇団すごろく 本公演
- ドン・マッコウ プロデュース公演「恋ギグ〜乙女ゲーなのにBL?〜」（2006年5月6日・7日 / シアターグリーン） - 法子、ノリ役

### テレビ出演
- 5時に夢中!（TOKYO MX：テレビアニメ『恋姫†無双』番宣のゲストとして）
- アニメぱらだいす!（第814、928回ゲスト）
- Club AT-X だぶるあ〜る（AT-X ） - 第188回（2010年3月）ゲスト（西沢広香と共演）
- ハイパー美少女三国志アニメアワー ちょっとここらで小休止（AT-X、2010年3月26日 - ） - 生天目仁美と共演

### ナレーション
- キノの旅 ラジオCM（2007年）
- 東京リトル・ラブ（DVD特典映像及び番宣）
- しんかんせん「さくら」と九州スーパートレイン大集合! DVD
- BSフジ番組宣伝（2011年4月 - 2012年4月）
- れでぃ×ばと! ラジオCM（2009年）
- ヨドバシカメラ テレビCM（2011年9月 - 2012年4月、石川ひろあきと）

### ボイスオーバー
- BS世界のドキュメンタリー（NHK-BS1）
  - 「イラクの子・ふたりのアリの悲劇」（2004年）
- アニマルプラネット（2007年）
  - ジャングルガールビンディとゆかいな動物たち（ビンディ・スー・アーウィン）

### その他
- アニメーション神戸（2002年11月10日、第7回、進行役）
- Kamakur@ Love JAM STATION内ラジオドラマ（朝比奈響子〈初代〉）
- 萌家電（ウェブカメラ）

## ディスコグラフィ

### キャラクターソング
| 発売日   | 商品名                                                                     | 歌 | 楽曲                     | 備考                                                             |
| 2004年   | 2004年                                                                     | 2004年 | 2004年                   | 2004年                                                           |
| -------- | -------------------------------------------------------------------------- | --- | ------------------------ | ---------------------------------------------------------------- |
| 7月7日   | D.C.P.S. 〜ダ・カーポ〜 プラスシチュエーション キャラクターイメージソング2 | 胡ノ宮環（黒河奈美） | 「願いの先ヘ」           | ゲーム『D.C.P.S. 〜ダ・カーポ〜 プラスシチュエーション』関連曲   |
| 2005年   |                                                                            | |                          |                                                                  |
| 10月26日 | D.C.S.S. VOCAL ALBUM Vol.1                                                 | 胡ノ宮環（黒河奈美） | 「優しさ一滴」           | テレビアニメ『D.C.S.S. 〜ダ・カーポ セカンドシーズン〜』関連曲   |
| 2006年   |                                                                            | |                          |                                                                  |
| 5月10日  | D.C.S.S. VOCAL ALBUM Vol.2                                                 | 胡ノ宮環（黒河奈美） | 「幾億の契りを」         | テレビアニメ『D.C.S.S. 〜ダ・カーポ セカンドシーズン〜』関連曲   |
| 2008年   |                                                                            | |                          |                                                                  |
| 10月15日 | TVアニメ「恋姫†無双」乙女的二重奏歌〜関羽×張飛〜                           | 関羽（黒河奈美）、張飛（西沢広香） | 「勝利の讃歌」           | テレビアニメ『恋姫†無双』関連曲                                  |
| 2009年   |                                                                            | |                          |                                                                  |
| 11月18日 | 乙女繚乱☆ばとるPARTY                                                       | 桃園ノ三姉妹 | 「乙女繚乱☆ばとるPARTY」 | テレビアニメ『真・恋姫†無双』エンディングテーマ                  |
| 11月18日 | 乙女繚乱☆ばとるPARTY                                                       | 桃園ノ三姉妹 | 「ぜったい×4」           | テレビアニメ『真・恋姫†無双』関連曲                              |
| 2010年   |                                                                            | |                          |                                                                  |
| 4月21日  | 勇気凛凛                                                                   | 演義ノ三乙女 | 「勇気凛凛」             | テレビアニメ『真・恋姫†無双 〜乙女大乱〜』エンディングテーマ     |
| 4月21日  | 勇気凛凛                                                                   | 演義ノ三乙女 | 「乙女ノ祈り」           | テレビアニメ『真・恋姫†無双 〜乙女大乱〜』関連曲                 |
| 7月21日  | 真・恋姫†無双 歌将大乱                                                     | 関羽（黒河奈美） | 「月千夜序章」           | テレビアニメ『真・恋姫†無双 〜乙女大乱〜』関連曲                 |
| 2011年   |                                                                            | |                          |                                                                  |
| 12月29日 | AUGUST 10th MEMORIAL                                                       | フィーナ（生天目仁美）、ミア（野々瀬ミオ）、朝霧麻衣（後藤麻衣）、鷹見沢菜月（氷青）、穂積さやか（黒河奈美）、リースリット（伊藤静）、遠山翠（高野直子）、エステル（結本ミチル） | 「未来パレット」         | ゲーム『夜明け前より瑠璃色な-Brighter than dawning blue-』関連曲 |